# Europese weg 003
De Europese Weg 003 of E003 is een Europese weg die loopt van Uchkuduk in Oezbekistan naar de grens Turkmenistan - Iran.

## Algemeen
De Europese weg 003 is een Klasse B-verbindingsweg en verbindt het Oezbeekse Uchkuduk met het Turkmeense grensplaatsje Gaudan (ook genoemd: Howdan) en komt hiermee op een afstand van ongeveer 1000 kilometer. De route is door de UNECE als volgt vastgelegd: Uchkuduk - Daşoguz - Aşgabat - Gaudan.